# Svegliati, che non è poco
Svegliati, che non è poco (Amanece, que no es poco) è un film del 1988 diretto da José Luis Cuerda.